# Conus fuscatus
Conus fuscatus é uma espécie de gastrópode do gênero Conus, pertencente à família Conidae.